# M103 (tenk)
M103 je teški tenk Američke vojske tijekom hladnog rata. Do konstrukcije M1A1 srednjih 1980-ih bio je najteži tenk koji služio u američkoj vojsci za vrijeme hladnog rata. M103 je proizveden u Detroit Arsenal Tank Plant-u i prvi primjerak ušao je u službu 1954. godine.

## Dizajn i razvoj
Kao i britanski Conqueror tenk, M103 je osmišljen kao tenk koji bi bio izravna prijetnja sovjetskim teškim tenkovima kao što su IS-3 ili T-10. Njegov dalekometni 120 mm top konstruiran je tako da može pogađati protivničke tenkove na velikim udaljenostima, ali nikad nije rabljen u stvarnoj borbi. Od 300 izrađenih primjeraka, 80 ih je bilo u američkoj kopnenoj vojsci, dok je ostalih 220 bilo kao dio mornarice kao topnička potpora.
M103 dijeli mnoge komponente s M47, M48 i M60 Patton tenkovima koji su smatrani kao glavni borbeni tenkovi. Gusjenice, suspenzija i kotači su isti, samo uz male modifikacije prilagođene da podnesu veću težinu. Motor i prijenos nikada nisu bili prilagođeni kako bi M103 osigurali odličnu pokretljivost i dobar omjer snage i težine. Zbog toga, M103 nikada nije imao dobru pokretljivost.
Kupola M103 tenka je veća od onih na M48 ili M60 tenkovima, kako bi se dobilo mjesta za veliki 120 mm top i dva punitelja. Top je kompatibilan s elovacijom od +15 do -8 stupnjeva.

## Oklop
Oklop je načinjen od kvalitetnog lijevanog čelika.
Prednji dio tijela: 100 mm do 130 mm
Bočni dio tijela: 76 mm
Krov tijela: 25 mm
Turret mantlet: 250 mm
prednji dio kupole: 180 mm 
Bočni dio kupole: 76 mm
Krov kupole: 38 mm

## Verzije
- M103 (1957.)
- M103A1 (1959.) - Novi vizor i T33 balističko računalo. Uklonjena jedan suspregnuta strojnica.
- M103A2 (1964.) - Novi motor, 750 KS (559 kW) Dieselov motor s M60 tenka, povećan domet na 480 km ali je smanjena najveća brzina na 37 km/h. Novi XM2A vizor.

## Korisnici
- SAD - 300, svi povučeni iz službe 1974.